# Jamie Lee Rattray
Jamie Lee Rattray (Kanata, 30 de setembro de 1992) é uma jogadora de hóquei no gelo canadense. Enquanto estava na faculdade, ela jogou pelo Clarkson Golden Knights. Em 2014, ela foi a vencedora do Prêmio Patty Kazmaier e ajudou Clarkson a ganhar seu primeiro campeonato de hóquei feminino da NCAA.
Rattray também foi membro da equipe nacional de hóquei em bola do Canadá que competiu no Campeonato Mundial de Hóquei em Bola de 2017. Em 11 de janeiro de 2022, foi convocada para a equipe do Canadá nos Jogos Olímpicos de Inverno de 2022 em Pequim, que conquistou a medalha de ouro.